# Enfermedad de cambios mínimos
La enfermedad de cambios mínimos (ECM) es un trastorno del riñón frecuente en niños (incidencia pico entre los 2-6 años de edad) caracterizado por afectación de la permeabilidad vascular, disminución de la presión osmótica del plasma sanguíneo y fuga de líquido al espacio intersticial. La ECM es la causa más frecuente del síndrome nefrótico en la población pediátrica y en ocasiones puede aparecer en adultos.

## Patogenia
La causa de una enfermedad de cambios mínimos o nefrosis lipoide se desconoce, pero la enfermedad suele estar precedida de infección viral, reacciones alérgicas o inmunizaciones recientes. Se caracteriza por lesiones en las células del epitelio glomerular que permite la fenomenal pérdida de proteínas clásica de la enfermedad. La pérdida de proteínas del plasma sanguíneo produce trastornos de la permeabilidad de los vasos sanguíneos y fuga de líquidos al espacio intersticial acompañada de edema. La respuesta hormonal consecuente del riñón produce un hiperaldosteronismo secundario y por parte del hígado se produce un estado de hipercoagulabilidad con trastornos trombóticos que depende de la pérdida de factores fibrinolíticos.